# Неэман, Яаков
Яаков Неэман (ивр. יעקב נאמן‎; 16 сентября 1939, Тель-Авив, Подмандатная Палестина — 1 января 2017, Иерусалим, Израиль) — израильский государственный и политический деятель, Министр юстиции Израиля и Министр финансов Израиля, юрист и педагог.

## Биография
Родился в семье Менахема и Малки Неэман. Учился в ешиве. Проходил армейскую службу в бригаде «Голани», капитан запаса. После демобилизации в 1964 году окончил юридический факультет Иерусалимского университета со степенью бакалавра, в том же году получил степень магистра, в 1968 году — докторскую степень Нью-Йоркского университета.
В 1968—1970 годах — преподаватель налогового права Тель-Авивского университета.
В 1971—1976 годах — профессор договорного, конституционного, корпоративного и налогового права в Бар-Иланском университете, в 1976 году  — в Калифорнийском университете. В 1972 году вместе с партнёрами (в том числе будущим президентом Израиля Хаимом Херцогом) основал юридическую фирму «Герцог, Фокс и Неэман». В 1974−1977 годах входил в правление Центрального банка Израиля и в Совет директоров ипотечного банка «Тфахот».
В 1979—1981 годах — генеральный директор министерства финансов Израиля. Одновременно с этим являлся членом Совета директоров компаний El Al и IAI и члена Центрального комитета Всемирного банка. Впоследствии он снова работал в своей юридической фирме. С 1989 по 1990 год был приглашенным профессором в Новом университете, а с 1990 по 1994 г. — в Еврейском университете в Иерусалиме. С 1990 года он являлся председателем совета директоров Бар-Иланского университета, с 1992 года — членом совета директоров Центрального банка Израиля.

## Работа в правительстве
В июне 1996 года он был назначен на пост министра юстиции в первом правительстве Биньямина Нетаньяху. В тот же день израильский журналист Йоав Ицхак подал судебный иск против этого назначения. На следующий день юридический советник правительства Михаэль Бен-Яир отдал распоряжение о полицейской проверке дела Неэмана. 8 августа 1996 года полиция начинает расследование по подозрению Яакова Неэмана в лжесвидетельстве, в тот же день он подал в отставку. В мае 1997 года суд снял все обвинения с Неэмана и 9 июля того же года он был назначен на пост министра финансов Израиля. Будучи последователем жёсткой монетарной политики, он подвергался критике со стороны других министров правительства. В 1998 году ушёл в отставку и вернулся к адвокатской практике.
После выборов в Кнессет 18-го созыва с 2009 по 2013 год занимал пост министра юстиции в правительстве Нетаньяху. На этом посту провел через Кнессет законопроект о том что, что при натурализации неевреи должны давать клятву верности Израилю как демократическому и еврейскому государству.